# 1467

## Esdeveniments
Països Catalans
Resta del món
- 28 d'octubre - Brustem (Principat de Lieja) - Desfeta de les milícies liegesos contra les tropes de Carles I de Borgonya en la batalla de Brustem.
- Inici del Període Sengoku.

## Naixements
Països Catalans
Resta del món
- Bellpuig: Ramon Folc de Cardona-Anglesola, militar i marí Català.
- Elisabet Cifre, beguina mallorquina.

## Necrològiques
Països Catalans
Resta del món
- Palerm: Nicolau Pujades, 26è president de la Generalitat de Catalunya.